# Manfred Freyberger
Manfred Freyberger (Bressanone, 27 marzo 1930 – Roma, 16 settembre 1980) è stato un attore austriaco.

## Biografia
Nato in Alto Adige da genitori austriaci, è cresciuto ad Innsbruck. Fu attivo nel cinema in Italia, in particolare negli anni sessanta e settanta, in ruoli per lo più secondari, prevalentemente nel cinema bellico in quello di militari tedeschi, come nel film Mussolini ultimo atto di Carlo Lizzani o negli sceneggiati Un'estate, un inverno, Ligabue. Non mancarono tuttavia ruoli importanti come ne Il pap'occhio (1980) di Renzo Arbore, dove impersonò il papa Giovanni Paolo II, in una convincente rassomiglianza. Malato da tempo di cancro, morì poco dopo la fine delle riprese.

## Filmografia
- Gli sbandati, regia di Francesco Maselli (1955)
- Milano nera, regia di Gian Rocco e Pino Serpi (1961)
- Odio mortale, regia di Franco Montemurro (1962)
- L'ira di Achille, regia di Marino Girolami (1962)
- Queste pazze, pazze donne, regia di Marino Girolami (1964)
- Quando la pelle brucia, regia di Renato Dall'Ara (1966)
- Tre donne: 1943: Un incontro, regia di Alfredo Giannetti (1971)
- Mercanti di vergini, regia di Renato Dall'Ara (1969)
- Quel maledetto giorno della resa dei conti, regia di Sergio Garrone (1971)
- Siamo tutti in libertà provvisoria, regia di Manlio Scarpelli (1971)
- Pane e cioccolata, regia di Franco Brusati (1973)
- La padrina, regia di Giuseppe Vari (1973)
- Zanna Bianca alla riscossa, regia di Tonino Ricci (1974)
- L'uomo senza memoria, regia di Duccio Tessari (1974)
- Mussolini ultimo atto, regia di Carlo Lizzani (1974)
- Il portiere di notte, regia di Liliana Cavani (1974)
- Safari Express, regia di Duccio Tessari (1976)
- La linea del fiume, regia di Aldo Scavarda (1976)
- L'Agnese va a morire, regia di Giuliano Montaldo (1976)
- Il deserto dei Tartari, regia di Valerio Zurlini (1976)
- Poliziotto sprint, regia di Stelvio Massi (1977)
- Il superspia, regia di Eros Macchi - miniserie TV (1977)
- Tutto suo padre, regia di Maurizio Lucidi (1978)
- Cosmo 2000 - Battaglie negli spazi stellari, regia di Alfonso Brescia (1978)
- Il grande attacco, regia di Umberto Lenzi (1978)
- Quel maledetto treno blindato, regia di Enzo G. Castellari (1978)
- Il pap'occhio, regia di Renzo Arbore (1980)